# Omocenops
Omocenops is een geslacht van vlinders van de familie slakrupsvlinders (Limacodidae).

## Soorten
- O. micacea (Butler, 1882)
- O. simillimus Hering, 1957